# Mehmke
Mehmke ist ein Ortsteil des Fleckens Diesdorf im Altmarkkreis Salzwedel in Sachsen-Anhalt.

## Geographie
Mehmke, ein zum Haufendorf erweitertes Rundplatzdorf mit Kirche, liegt sechs Kilometer südöstlich von Diesdorf und 18 Kilometer südwestlich der Kreisstadt Salzwedel in der Altmark am Röthenbach, der in den Molmker Bach mündet. Das Waldgebiet Mehmker Holz liegt im Nordosten des Dorfes.
Nachbarorte sind Wüllmersen im Westen, Hohenböddenstedt im Nordwesten, Peckensen im Norden, Hohengrieben im Osten und Stöckheim im Südosten.

## Geschichte

### Mittelalter bis Neuzeit
Im Jahre 1251 wurde ein Albertus de Medebeke in Nyborg als Zeuge in einer Urkunde aufgeführt.
Die erste urkundliche Erwähnung von Mehmke als Medebeke und stammt aus dem Jahre 1268, als beurkundet wird, dass Markgraf Otto III. das Dorf zu je einem Drittel den Nonnenklöstern Diesdorf, Dambeck und Wienhausen geschenkt hatte. Im Jahre 1315 wurde das Dorf in einer Urkunde als villa Medebeke bezeichnet. Im Landbuch der Mark Brandenburg von 1375 wurde das Dorf als Medebeke aufgeführt, welches Gunzel von Bartensleben gehörte. Das Kloster Diesdorf hatte dort Einkünfte. Weitere Nennungen sind 1458 dath dorp Moldenbeke, 1541 Meyenbeck, 1579 Meienbecke, 1600 Membecke, 1585 Medebecke, 1608 Medenbegk, 1687 Medebeck, 1775 Memcke oder Membeck und 1804 Mehmcke, ein Dorf mit einem Lehnschulzen und einer Schmiede.
Die die erste Landwirtschaftliche Produktionsgenossenschaft vom Typ III, die LPG „Einigkeit“, wurde 1953 in Mehmke gebildet.
Links der Straße nach Stöckheim stand am Anfang des 20. Jahrhunderts eine Windmühle, die bereits 1818 erwähnt wurde.

### Herkunft des Ortsnamens
Jürgen Udolph führt den Ortsnamen auf die mittelniederdeutschen Wörter „mede“ für „Heuland, Wiese“ und „beke“ für „Bach“ zurück.

### Eingemeindungen
Ursprünglich gehörte das Dorf zum Salzwedelischen Kreis der Mark Brandenburg in der Altmark. Von 1807 bis 1813 lag es im Kanton Beetzendorf auf dem Territorium des napoleonischen Königreichs Westphalen. Nach weiteren Änderungen kam die Gemeinde 1816 zum Kreis Salzwedel, dem späteren Landkreis Salzwedel.
Am 25. Juli 1952 ist die Gemeinde Mehmke dem Kreis Salzwedel zugeordnet worden. Nach Mehmke eingemeindet wurden Hohengrieben am 20. Juli 1950 und Wüllmersen am 1. Juli 1973.
Mehmke war bis zum 31. Dezember 2009 Mitglied der Verwaltungsgemeinschaft Beetzendorf-Diesdorf. Die zum 1. Januar 2010 neu gegründete Verbandsgemeinde Beetzendorf-Diesdorf verwaltete die Gemeinde Mehmke, obwohl diese nicht Mitglied in der Verbandsgemeinde war.
Am 1. September 2010 erfolgte die Eingemeindung von Mehmke nach Diesdorf per Landesgesetz. Seitdem gehören Mehmke, Hohengrieben und Wüllmersen als Ortsteile direkt zur Gemeinde Diesdorf.

### Einwohnerentwicklung
| Jahr | Einwohner |
| ---- | --------- |
| 1734 | 062       |
| 1774 | 082       |
| 1789 | 122       |
| 1789 | 117       |
| 1801 | 118       |
| 1818 | 111       |

| Jahr | Einwohner |
| ---- | --------- |
| 1840 | 184       |
| 1864 | 234       |
| 1871 | 225       |
| 1885 | 212       |
| 1892 | [00]216   |
| 1895 | 196       |

| Jahr | Einwohner |
| ---- | --------- |
| 1900 | [00]193   |
| 1905 | 187       |
| 1910 | [00]219   |
| 1925 | 272       |
| 1939 | 267       |
| 1946 | 428       |

| Jahr | Einwohner |
| ---- | --------- |
| 1964 | 366       |
| 1971 | 299       |
| 1981 | 393       |
| 1993 | 350       |
| 2006 | 290       |
| 2009 | 284       |

| Jahr | Einwohner |
| ---- | --------- |
| 2015 | [00]136   |
| 2018 | [00]133   |
| 2020 | [00]123   |
| 2021 | [00]124   |
| 2022 | [00]125   |
| 2023 | [0]130    |

Quelle, wenn nicht angegeben, bis 2006

## Religion
Die Kirchengemeinde Mehmke, die früher zur Pfarrei Mehmke gehörte, wird heute betreut vom Pfarrbereich Diesdorf des Kirchenkreises Salzwedel im Bischofssprengel Magdeburg der Evangelischen Kirche in Mitteldeutschland.
Die ältesten Kirchenbücher der Pfarrei Mehmke von 1588 bis 1627 sind in der Pfarrei Poritz überliefert.

## Kultur und Sehenswürdigkeiten
- Die Großsteingräber bei Mehmke liegen nordöstlich des Dorfes.
- Nordöstlich des Dorfes verläuft durch das Waldgebiet Mehmker Holz der Landgraben bei Groß Bierstedt. Der Doppelwall mit dem dazwischenliegenden Graben ist ein Bodendenkmal und ein Teil Bierstedter Landwehr.[3][25]
- Die Dorfkirche Mehmke ist ein mittelalterlicher Feldsteinbau, ein Rechtecksaal aus unregelmäßigen Feldsteinen eher großen Formates, dem im ausgehenden 19. Jahrhundert aus Backstein hinzugefügt wurden: ein kleiner Chor, ein Westturm und ein Portal an der Südseite des Schiffes.[6] Anderen Angaben zufolge wurde der Westturm erst im 20. Jahrhundert angebaut.[26] Im Danneil-Museum in Salzwedel sind Reste von Holzschnitzfiguren des Altars der Kirche ausgestellt.[6]
- Der Friedhof liegt neben der Kirche im Dorf. In einem Projekt wurden von Familienforschern die Namen von 150 Personen von 60 Grabsteinen dokumentiert.[27]

## Wirtschaft
Im Ort gibt es eine Schlosserei (Stahlbaubetrieb) und eine mechanische Werkstatt.

## Persönlichkeiten
- August Zarnack (1777–1827), Prediger, Pädagoge und Volksliedsammler